# Ioulia Borissova
Pour les articles homonymes, voir Borissova.
Ioulia Konstantinovna Borissova (en russe : Ю́лия Константи́новна Бори́сова), née le 17 mars 1925 à Moscou (république socialiste fédérative soviétique de Russie, Union soviétique) et morte le 8 août 2023 dans la même ville, est une actrice et comédienne soviétique puis russe.

## Biographie
Fille de Konstantin et Serafima Borissov, tous deux employés, Ioulia Borissova naît à Moscou.
En 1947, elle sort diplômée de l'Institut d'art dramatique Boris Chtchoukine et la même année devient actrice du Théâtre Vakhtangov auquel elle restera fidèle pendant plus de soixante ans, jouant surtout les rôles principaux. Pour ses performances théâtrales elle reçoit un Turandot de cristal en 1991 et un Masque d'or en 1996.
Elle a joué peu dans les films. Le téléspectateur la connait surtout grâce aux représentations du Théâtre Vakhtangov qui ont été diffusées à la télévision. Remarquable est également sa Nastassia Philippovna dans L'Idiot (1958) d'Ivan Pyriev et Elena Koltsova dans L'Ambassadeur de l'Union soviétique (1969), un long métrage de Gueorgui Natanson inspiré de la biographie d'Alexandra Kollontaï.
Depuis 1963, l'actrice a été élue à plusieurs reprises députée du Conseil suprême de la RSFSR et membre du Conseil de la Maison centrale de l'acteur du nom de Alexandra Yablotchkina située rue Arbat. En 1969, elle est nommée Artiste du peuple de l'URSS.

## Filmographie
- 1958 : L'Idiot (Идиот) d'Ivan Pyryev : Nastassia Philippovna
- 1969 : L'Ambassadeur de l'Union soviétique (Посол Советского Союза) de Gueorgui Natanson : Elena Koltsova

## Distinctions
- ordre du Drapeau rouge du Travail (1960)
- ordre de Lénine (1971, 1985)
- ordre de la révolution d'Octobre (1975)
- héros du travail socialiste (1985)
- prix d'État de la fédération de Russie (1995)
- Ordre du Mérite pour la Patrie de IIIe classe (1995)
- Ordre du Mérite pour la Patrie de IVe classe (2010)
- Ordre du Mérite pour la Patrie de IIe classe (2019)